# 双孔编虫属
双孔编虫属（学名：Amphiplecta）是三肋笼虫科下的一个属。

## 下属物种
本属包括以下物种：
- Amphiplecta acrostoma Haeckel, 1887
- 筒头双孔编虫 Amphiplecta cylindrocephala Dumitrica,1972